# Andrea Torre
Andrea Torre Hutt (San Salvador, 6 de julho de 1979) é uma atriz salvadorenha de ascendência mexicana e alemã, irmã dos atores mexicanos José María Torre e Fátima Torre.

## Carrera
Andrea iniciou sua carreira artística desde muito pequena com a telenovela Agujetas de color de rosa de 1994 tendo uma pequena participação, seu irmão José María Torre também atuou nessa produção da Televisa.
Ela foi apresentadora do programa juvenil "Ciber Kids", que se transmitia a través do canal infantil Discovery Kids, no qual realizava entrevistas com personalidades de destintos ámbitos e reportagens onde se abordavam temas que foram interessantes para as crianças. Em seguida Andrea atuou na telenovela El privilegio de amar de 1999 com a sua personagem Alejandra.
Posteriormente Andrea participou ad telenovela juvenil DKDA: Sueños de juventud em 2000, onde dava vida a personagem Laura, que anteriormente interpretava a cantora Litzy, mas que teve que sair da produção por motivos de saúde. No ano de 2003 ela formou parte do elenco de Bajo la misma piel do produtor Carlos Moreno, está telenovela foi protagonizada pela atriz Kate del Castillo.
Em 2005, Andrea atua na telenovela Piel de otoño onde compartilha cenas com a atriz Laura Flores, e o ator Sergio Goyri. No ano de 2007 ela fez parte do elenco da série "Una familia de 10" interpretando 'La Nena'. Já em 2008 ela integrou o elenco da telenovela Las tontas no van al cielo dando vida a Soledad, sob a produção de Rosy Ocampo, atuando com Jacqueline Bracamontes, Valentino Lanus entre outros grandes atores da produção.

## Telenovelas
- Por amar sin ley (2018) .... Nuria
- Las malcriadas (2017-2018) .... Brenda
- Porque el amor manda (2013) .... Aída
- Por ella soy Eva (2012) .... Amante de João Carlos
- Ni contigo ni sin ti (2011) .... Fabiola Escalante
- Verano de amor (2009) .... Sandra Palacios
- Las tontas no van al cielo (2008) .... Soledade Palacios Madrigal de De la Torre / Soledade Palacios de De la Parra
- Al diablo con los guapos (2007-2008) .... Soledade Palacios Madrigal
- Piel de otoño (2005) .... Gabriela Gutiérrez Ruiz
- Bajo la misma piel (2003-2004) .... Roberta Barraza
- Sin pecado concebido (2001)  .... Arcelia Guízar Albán
- Mi destino eres tú (2000) .... Magdalena "Magda" Sánchez Fernández
- DKDA: Sueños de juventud (1999-2000) .... Laura Martinez
- El privilegio de amar (1998-1999) .... Alejandra
- Salud, dinero y amor (1997-1998) .... Adriana Rivas Cacho
- María Isabel (1997) .... Amiga de Gloria
- Agujetas de color de rosa (1994) .... Menina
- Un rostro en mi pasado (1989) .... Mariela Vidal (Menina)

## Séries
- La rosa de Guadalupe (2008)
- Una Familia de Diez (2007) .... Nena "La Nena" González 26 episodes
- Vecinos (2007) .... Ana
- Mujer, casos de la vida real (1997-2005) 10 episodes